# Canthophorus impressus
Canthophorus impressus – gatunek pluskwiaka z podrzędu różnoskrzydłych i rodziny ziemikowatych. Zamieszkuje palearktyczną Eurazję.

## Taksonomia
Gatunek ten opisany został po raz pierwszy w 1880 roku przez Gézę Horvátha pod nazwą Sehirus impressus. Jako lokalizację typową wskazano Heiligenblut w austriackiej Karyntii. W 2018 roku Dimitrij Gapon wprowadził podział tego gatunku na dwa podgatunki:
- Canthophorus impressus hajastanicus Gapon, 2018
- Canthophorus impressus impressus Horváth, 1880

## Morfologia
Pluskwiak o owalnym, lekko wydłużonym, gęsto punktowanym ciele. Podgatunek nominatywny osiąga od 5,5 do 8,1 mm długości oraz od 3,4 do 5,2 mm szerokości, natomiast C. i. hajastanicus od 4,7 do 7,2 mm długości i od 3,1 do 4,3 mm szerokości. Ubarwienie ciała jest czarne, z wierzchu z fioletowoniebieskim lub zielonawym połyskiem metalicznym, rzadziej z brązowym odcieniem. Boczne krawędzie przedplecza i przykrywki odznaczają się wąskim, żółtawym obrzeżeniem, a wierzch listewki brzeżnej odwłoka oraz przednie naroża jego sternitów żółtawym nakrapianiem. Ewaporatoria gruczołów zapachowych zatułowia cechują się długimi i zakrzywionymi ujściami. Półpokrywy podgatunku nominatywnego mają zakrywki białawe i niemal przezroczyste, natomiast u C. i. hajastanicus zakrywki są brązowawe i nieprzejrzyste. 
Samiec ma tak długi jak szeroki pygofor o ścianach bocznych słabiej wklęśniętych, ścianie grzbietowej dłuższej i grzbietowym zagięciu krótszym niż w przypadku C. melanopterus. Paramera ma wyrostek zmysłowy krótszy i nieco bardziej zakrzywiony niż u C. dubius i C. melanopterus; wierzchołek tego wyrostka u podgatunku nominatywnego jest ostro zaokrąglony, a u C. i. hajastanicus zaokrąglony dość szeroko. Koniunktywa edeagusa ma płat brzuszny dochodzący do wierzchołkowej krawędzi falloteki, lekko zwężający się ku szczytowi, a na szczycie rozszerzony z ostro zaokrąglonymi kątami wierzchołkowo-bocznymi i dość głębokimi, trójkątnym wcięciem na krawędzi wierzchołkowej. Spikule płatów grzbietowo-bocznych koniunktywy są cienkie, lekko u nasady pogrubione i ku ostrym wierzchołkom zwężone, hakowato zakrzywione, dłuższe niż u C. dubius i C. melanopterus, o płytkach nasadowych pozbawionych ząbków. U podgatunku nominatywnego środkowe odcinki tych spikul są zakrzywione dość ostro, natomiast u C. i. hajastanicus łagodnie.
Samica ma genitalia z woreczkiem gynatrialnym o części przedniej krótszej i węższej niż u C. dubius i C. melanopterus. W przypadku podgatunku nominatywnego tylne kieszonki tego woreczka są dość długie, wyraźnie dłuższe niż szersze, o nasadzie zwężonej lub równowąskie, umieszczone nieco przed jego tylną krawędzią. U C. i. hajastanicus kieszonki te są tak długie jak szerokie lub nieco dłuższe niż szersze, u nasady niezwężone, umieszczone na tylnej krawędzi woreczka gynatrialnego. Przewód spermateki dzieli się na trzy części, z których odsiebna jest równa połowie długości środkowej lub nieco dłuższa. Kapsuła spermateki ma rurkowatą część bliższą o długości od 2 do 3 razy większej niż poprzeczna średnica kulistawej części dalszej.

## Ekologia i występowanie
Owad ciepłolubny, związany ze stanowiskami nasłonecznionymi o wapiennym podłożu. W południowej części zasięgu bytuje głównie w górach, dochodząc do rzędnych 2500 m n.p.m. Na północy zasięgu ograniczony jest do zbiorowisk roślinności kserotermiczna położonych na rzędnych od 200 do 700 m n.p.m.. Jest fitofagiem ssącym soki z zielonych części i nasion roślin z rodzaju leniec, a rzadziej z rodzajów szałwia i żmijowiec. Stadium zimującym jest postać dorosła.
Gatunek palearktyczny. Podgatunek nominatywny znany jest z Hiszpanii, Wielkiej Brytanii, Francji, Belgii, Niemiec, Szwecji, Szwajcarii, Liechtensteinu, Austrii, Włoch, Polski, Czech, Słowacji, Węgier, Ukrainy, Mołdawii, Rumunii, Bułgarii, Słowenii, Chorwacji, Bośni i Hercegowiny, Czarnogóry, Serbii, Albanii, Macedonii Północnej, europejskiej części Rosji, zachodniej i wschodniej Syberii, Armenii, Kazachstanu i Mongolii. Podgatunek C. i. hajastanicus zamieszkuje Gruzję, Armenię, Azerbejdżan, Turcję, zachodnie Chiny i Rosyjski Daleki Wschód.
W Polsce jest owadem bardzo rzadkim, znanym z nielicznych stanowisk na wyżynach wschodniej części kraju, na zachód sięgającym Wyżyny Krakowsko-Częstochowskiej. Na „Czerwonej liście gatunków zagrożonych Republiki Czeskiej” umieszczony jest jako gatunek bliski zagrożenia wymarciem (NT).